# Merita Kolçi-Koxhaxhiku
Merita Kolçi-Koxhaxhiku (mac. Мерита Колчи-Коџаџику; ur. 1 maja 1958 w Skopju) – północnomacedońska polityczka pochodzenia albańskiego, w latach 2020–2024 deputowana do Zgromadzenia Republiki Macedonii Północnej z ramienia Demokratycznego Związku na rzecz Integracji.